# 風の贈り物
『風の贈り物』（かぜのおくりもの）は、日本の楽曲。茨城県土浦市の市歌である。作詞は藤代京子、補作詞は庄司明弘、作曲は南こうせつ、編曲は夏目一郎である。
JR東日本水戸支社は、神立駅、土浦駅、荒川沖駅の上りホーム発車メロディとして、2009年8月1日より使用している。